# Steve Williams (Wrestler)
Steve Williams (* 14. Mai 1960 in Lakewood, Colorado; † 29. Dezember 2009  in Denver, Colorado) war ein US-amerikanischer Wrestler. Er war besonders unter seinem Spitznamen „Dr. Death“ bekannt. Seine größten Erfolge erreichte er in der japanischen Liga All Japan Pro Wrestling.

## Karriere

### Anfänge
Vor seiner Zeit als Wrestler spielte Steve Williams Football an der University of Oklahoma und in der United States Football League bei den New Jersey Generals. Als Collegespieler erreichte den Status eines All-American. Auch im Ringen war er erfolgreich. In einem Turnier der NCAA musste er sich 1982 erst dem späteren Olympiasieger Bruce Baumgartner im Finale geschlagen geben. Seine Zeit als Ringer begann bereits in der High School, wo er von einem seiner Trainer den Spitznamen „Dr. Death“ erhielt.

### NWA und UWF
Nachdem Williams von Bill Watts im Wrestling trainiert wurde, debütierte er 1982 für dessen Promotion NWA Mid-South, welche sich später in Universal Wrestling Federation umbenannte. Seinen ersten großen Erfolg erreichte Williams 1986, als er sich die UWF Heavyweight Championship von Big Bubba Rogers sicherte. Die Jim Crockett Promotions kaufte 1987 die UWF auf und erkannte Williams’ Potential, sodass er weiterhin gepusht wurde.
Es folgte zunächst eine Fehde gegen Kevin Sullivans Stable The Varsity Club. Nachdem Rick Steiner diese Gruppierung verlassen hatte, schloss sich Williams selbst dem Stable an. Er bildete ein Tag Team mit Mike Rotunda und gewann wenige Monate später die NWA World Tag Team Championship von den Road Warriors. Knapp fünf Wochen später wurde Williams und Rotunda der Titel aberkannt, nachdem sie in einem Match den Special Referee Nikita Koloff angegriffen hatten.

### AJPW
Williams wechselte kurze Zeit später zu All Japan Pro Wrestling. Bei AJPW bildete er zusammen mit Terry Gordy eins der erfolgreichsten Gaijin-Teams. Innerhalb von 15 Monaten sicherten sie sich drei Mal die All Japan Unified World Tag Team Championship; 1993 folgte die vierte Regentschaft. In den Jahren 1990 und 1991 konnten sie zudem die jährliche World’s Strongest Tag Team League für sich entscheiden. Zwischenzeitlich trat das Team für World Championship Wrestling an und gewann auch dort mehrmals die Tag Team Titel. Seinen vorläufigen Höhepunkt als Einzelwrestler erreichte Williams allerdings wieder bei AJPW, als er am 28. Juli 1994 Mitsuharu Misawa in einem Match um die AJPW Triple Crown Championship besiegte. Er hielt den Titel für knapp drei Monate und verlor ihn schließlich an Toshiaki Kawada.

### WWF und WCW
1998 unterzeichnete Williams einen Vertrag bei der World Wrestling Federation. Um ihn und seinen intensiven, stiffen Stil gebührend vorstellen zu können, setzte die WWF das „Brawl for All“-Turnier an. Dabei wurden nicht choreografierte Shoot Fights ausgetragen – in den Plänen der WWF eine optimale Möglichkeit, Williams schnell und glaubwürdig zu pushen. Williams konnte die Erwartungen jedoch nicht erfüllen, denn schon im Viertelfinale unterlag er dem späteren Turniersieger Bart Gunn durch K. o. Kurz darauf verließ Williams die Promotion wieder. Ähnlich kurzlebig gestaltete sich seine Rückkehr zur WCW, wo er 1999 zusammen mit Oklahoma gegen Vampiro fehdete. In der Folgezeit trat er wieder hauptsächlich für AJPW auf.

### WWE
Bei House Shows der mittlerweile in World Wrestling Entertainment umbenannten ehemaligen WWF bestritt Williams im Jahr 2003 zwei Matches gegen Lance Storm. Im selben Jahr absolvierte er Auftritte für die Independent-Ligen Major League Wrestling und NWA Mid-Atlantic. Im April 2004 zog sich Williams mit der Bekanntgabe, dass er an Kehlkopfkrebs leide, vorerst aus dem Wrestling zurück. Acht Monate später wurde bekannt gegeben, dass er den Krebs besiegt hätte. In der Folgezeit absolvierte Williams noch einige Auftritte; zuletzt trat er als Special Referee bei House Shows der WWE im März 2006 in Erscheinung.

### Tod
Am 30. Dezember 2009 erlag Williams dem Kehlkopfkrebs, der Mitte des Jahres zurückgekehrt war, was er in einem offenen Brief an seine Fans bekannt gegeben hatte.

### Erfolge
- All Japan Pro Wrestling

- 1× AJPW Triple Crown Heavyweight Champion
- 8× AJPW World Tag Team Champion (5× mit Terry Gordy, je 1× mit Gary Albright und Johnny Ace)

- World Championship Wrestling

- 1× WCW World Tag Team Champion (mit Terry Gordy)

- National Wrestling Alliance

- 2× NWA World Tag Team Champion (je 1× mit Terry Gordy und Mike Rotunda)
- 1× NWA United States Tag Team Champion (mit Kevin Sullivan)
- 1× NWA Mid-Atlantic Heavyweight Champion

- Universal Wrestling Federation & Mid-South Wrestling

- 1× UWF Heavyweight Champion
- 1× UWF Tag Team Champion (mit Ted DiBiase)
- 1× Mid-South Tag Team Champion (mit Ted DiBiase)
- 1× UWF SportsChannel Television Champion

- International Wrestling Association

- 1× IWA Japan Tag Team Champion (mit Ryo Miyake)

- United States Wrestling Association

- 1× USWA Southern Heavyweight Champion